# Benton (Tennessee)
Benton è un comune degli Stati Uniti d'America, situato nello Stato del Tennessee, nella Contea di Polk, della quale è il capoluogo.